# SMS Szent István
Az SMS Szent István az Osztrák–Magyar Monarchia egyik csatahajója volt az első világháború idején. A négy tagból álló Tegetthoff-osztály utolsó egységeként készült el, testvérhajói a Tegetthoff, a Viribus Unitis és a Prinz Eugen voltak. 1918. június 10-én a MAS 15 jelű olasz gyorsnaszád (torpedókkal felszerelt motorcsónak) torpedói süllyesztették el Premuda szigetének közelében, mikor a Szent István első bevetésének gyülekezőhelyére tartott.
Megépítésére a Ganz-Danubius hajógyár akkoriban Magyarországhoz tartozó Fiumében lévő gyártelepe kapta a megbízást annak fejében, hogy a magyar kormányzat elfogadja a Monarchia 1910–11-es haditengerészeti költségvetését. A hajó ennek megfelelően az osztály egységei közül egyedüliként magyar nevet kapott. Az első magyar király utáni elnevezéséről személyesen maga Ferenc József döntött. Testvérhajóival együtt magas harcértékű, erős hajóként tartották számon, ezek voltak az első olyan szolgálatba állított dreadnought-mintájú csatahajók, melyek fő lövegtornyaiba három löveget helyeztek el. Ugyanakkor számos konstrukciós hibájuk is volt, főként a torpedóvédelem területén.
A Szent István építési munkálatai lassan haladtak, amit a világháború kitörése még inkább hátráltatott, és emiatt csak 1915. november 17-én adhatták át a flottának. Szolgálati idejének nagy részét Póla kikötőjében töltötte, és azt csak tüzérségi gyakorlatok idejére hagyta el rövid időre. Egyetlen harci bevetésére 1918. június 9-ének estéjén hajózott ki, mikor testvérhajóival és a flotta nagy részével közösen 11-ére rajtaütést terveztek végrehajtani az otrantói tengerzáron. Az Olasz Királyi Haditengerészet (Regia Marina) két torpedóval felszerelt motorcsónakja (MAS) június 10-én hajnalban azonban Premuda közelében észlelte azt a köteléket, melyben a Szent István és a Tegetthoff hajózott a gyülekezési pont felé. A dalmát partvidék előtt végrehajtott éjszakai bevetésükről éppen visszatérőben lévő MAS-oknak sikerült észrevétlenül a kísérő hajók közé beférkőzniük és torpedóikat kilőniük a csatahajókra, melyek közül a MAS 15 két torpedója a kazántermek magasságában – a torpedóvédelem szempontjából kritikus helyen – eltalálta a Szent Istvánt. A csatahajó közel háromórás küzdelmet folytatott a testébe betörő-beszivárgó vízzel, mely egyre több kazánt tett használhatatlanná, ami miatt a szivattyúk sem üzemelhettek már. Végül a kazántermek közötti válaszfalak átszakadása után a hajó átfordult és elsüllyedt. A tragédiában 89 fő veszítette életét, főként azok, akik a hajó belsejében a vízbetörések elhárításán dolgoztak. A Szent István volt az egyetlen olyan csatahajó az első világháborúban, melynek elvesztését mozgóképen rögzítették.
A legnagyobb magyar építésű hajóként is számon tartott csatahajó maradványait 1974-ben találták meg 60-70 méteres mélységben. A horvát kulturális minisztérium a hajóroncsot hadisírrá nyilvánította, és búvárok számára csak engedéllyel merülhető.

## Tervezése
A haditengerészet főparancsnoka, Rudolf von Montecuccoli tengernagy 1908 februárjában jelezte a hadiflotta fejlesztéseit finanszírozó hitelintézetnek a 18-19 000 tonnás csatahajók megépítésének tervét, melyek a flottabővítésben a 14 000 tonnás Radetzky-osztály utáni újabb lépést jelentették. A haditengerészeti osztály (Marinesektion) októberben közölte a Stabilimento Tecnico Triestino (S. T. T.) hajógyárral az elkészítendő tervekre vonatkozó elvárásait, majd az év decemberében pályázatot hirdetett ki a csatahajók megtervezésére. Ez a lépés gyakorlatilag jelképes cselekedet volt, miután egyedül a trieszti hajógyár rendelkezett elég tapasztalattal ilyen nagy méretű hajók megépítéséhez és megtervezéséhez. Siegfried Popper, a flotta előző évben már visszavonult és gyenge egészségi állapotban lévő hadmérnöke ekkor az S. T. T. főtanácsadójaként szolgált, és így vezető szerepet játszott a csatahajók terveinek elkészítésében. 1909 márciusában hét előtervet mutatott be, melyek mind a Radetzky-osztály továbbfejlesztései voltak, de még mind a pre-dreadnought-mintájú csatahajókra jellemző két külön kaliberű nehéztüzérséggel voltak megrajzolva.

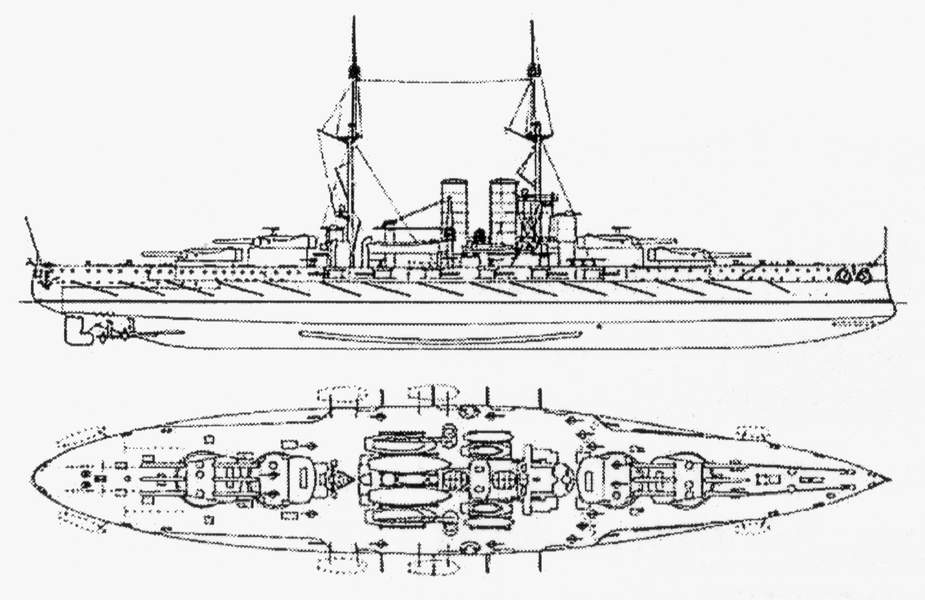
A Tegetthoff-osztályú csatahajók egyszerű vázlati rajza (itt a testvérhajók négy hajócsavaros változata, a kémények körüli fényszóróplatform nélkül)

Mivel kiszivárgott, hogy az olaszok az új brit csatahajó, a Dreadnought mintájára egységes nehéztüzérséggel ellátott egységeket terveznek építeni, melyeket újfajta elrendezéssel hármas lövegtornyokban szándékoztak elhelyezni, a Monarchia haditengerészeténél is ilyeneket rendeltek meg. Montecuccoli 1909 áprilisában Alfred von Koudelka bárót, a tengerészeti osztály elnöki irodájához (Präsidialkanzlei) beosztott fregattkapitányt elküldte a Birodalmi Tengerészeti Minisztériumhoz (Reichsmarineamt) Berlinbe, hogy a hasonlóan nagy csatahajókat építő németek tapasztalatairól jelentést tegyen. Alfred von Tirpitz tengernagy többször is felhívta a figyelmét a torpedóvédelmi rekeszek széles kialakításának fontosságára, a külső héj és a torpedóválaszfal közötti távolság legalább négy méteresre való meghagyására, illetve a belső héj és a torpedóválaszfal között szénraktárak kialakítására. Siegfried Popper e figyelmeztetések ellenére ragaszkodott a saját elképzeléseihez, a személyéhez ragaszkodó haditengerészet pedig nem lépett fel kellő eréllyel a kérdésben, így a német tapasztalatokat nem vették figyelembe. A külső héj és a torpedóválaszfal közötti távolság Popper terveinek megfelelően mindössze 1,7-2,5 méter maradt.
A Szent István főként a meghajtásában tért el a testvérhajóitól. Azok négy hajócsavarjával szemben csak két turbinával és két hajócsavarral rendelkezett. Külső ismertetőjele az elülső kémény köré épített platform volt, mely a parancsnoki hídtól a hátsó kéményig terjedt, és számos fényszórót helyeztek el rajta. Megkülönböztethető volt továbbá a főárboc előtti módosított szellőzőnyílások alapján is. Az osztály egyetlen egysége volt, melyet nem láttak el torpedóvédelmi hálókkal, mivel a brit gyártó azokat a háború kitörése után már nem szállíthatta le.

### Főbb paraméterek
A Szent István teljes hossza 152,18 m, szélessége 28 m és teljes terhelés melletti merülése 8,6 m volt. A vízkiszorítása normál terhelés mellett 20 008 tonna, teljes terhelés mellett 21 689 tonna volt. A hajócsavarok tengelyének felfüggesztését tengelynadrágokkal (pengeszerű összekötő elemekkel) oldották meg, nem úgy, mint a testvérhajói esetében, melyeknél a tengely rögzítését felfüggesztő gerendákkal oldották meg. E kialakítás okozta nyíró (transzverzális) ellenállás miatt a kormánylapátot maximálisan csak 15°-nyira lehetett kitéríteni a legnagyobb sebesség mellett, elkerülendő a hajó erős bedőlését. A hajótest 1,22 m mélységű kettős fenékkel készült és a torpedóválaszfalat két réteg 25 mm vastag páncéllemez alkotta.

### Meghajtás
Miután az STT már megszerezte a Parsons turbináinak licencét, a Ganz-Danubiusnak másfajta meghajtás után kellett néznie, és választása az AEG-Curtis-turbinák licencére esett. A turbinákat két külön gépteremben helyezték el, és 12 Babcock & Wilcox kazán látta el őket gőzzel. Összteljesítményüket 26 000 lóerőre tervezték, amivel a csatahajó 20 csomó feletti csúcssebességet érhetett el, azonban a próbajáratainak eredményeiről nem maradtak fent dokumentumok. Ezek a kazánok 48 tonnával nehezebbek voltak a testvérhajókon beépített Yarrow-kazánoknál, ugyanakkor nagyobb hatásfokkal működtek. Az újfajta meghajtás előnye volt, hogy a csúcssebességet akár nyolc órán át is képes volt tartani, míg az osztály többi egységénél ez csak két órán át volt lehetséges. 1844,5 tonna szenet (avagy 1519,0 tonna brikettet) és 267,2 tonna olajat szállított üzemanyagként, mely utóbbit az izzó szénre permetezték, hogy növeljék az égésfokát. Teljesen feltöltött üzemanyagkészletekkel a hatótávolsága 4200 tengeri mérföld volt 10 csomós sebesség mellett (azaz 7780 km 18 km/h sebesség mellett).

### Fegyverzet

#### Nehéztüzérség

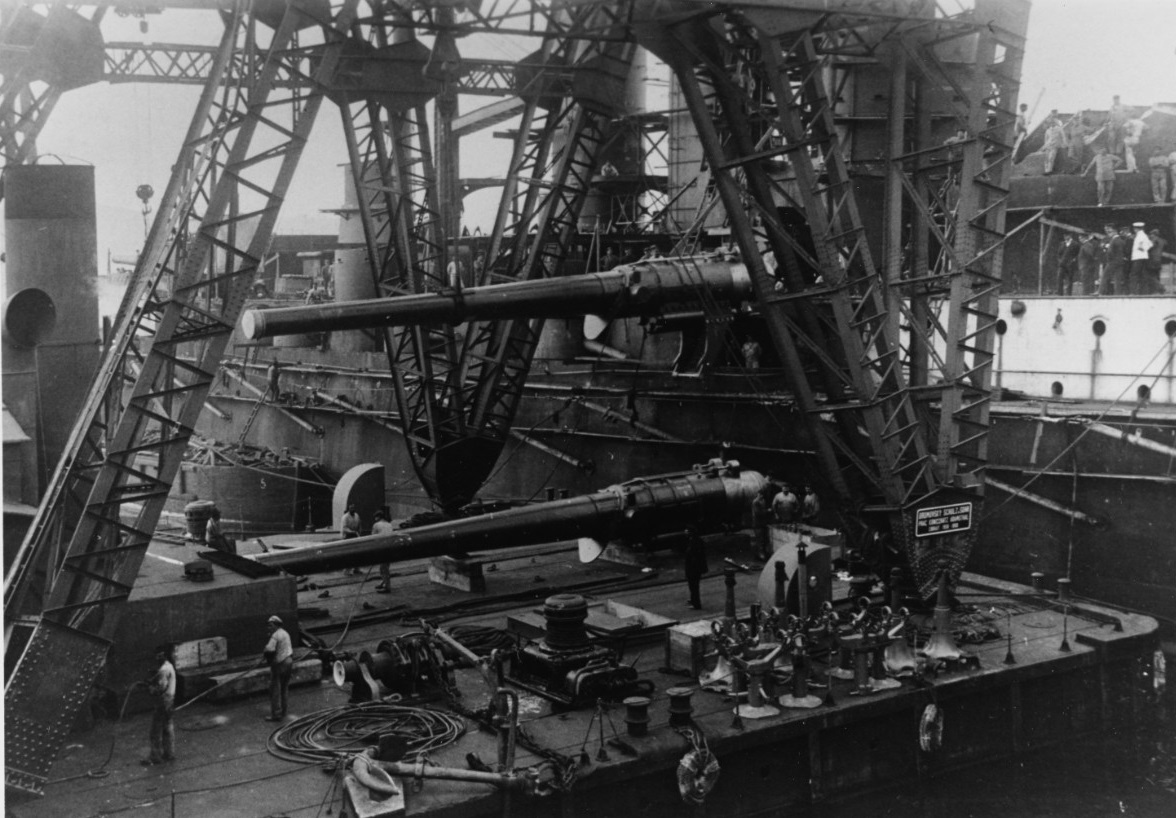
A Szent István lövegeinek beszerelése

A Tegetthoff-osztály fő lövegeinek elrendezése

A Škoda még 1908 elején részt vett a Cári Haditengerészet tripla lövegtornyokra kiírt pályázatán, mely tervekre alapozva Popper 1909. április 27-én benyújthatta a 12×30,5 cm L/50 lövegekkel készült VIII-as számú előtervét (Vorprojekt VIII). Ezt az első tervet több lépésben karcsúsították a súlycsökkentés érdekében, és a Szent István fő fegyverzetét végül 12 darab 30,5 cm űrméretű, 45 kaliberhosszúságú K10 mintájú Škoda löveg alkotta (Škoda 30.5 cm L/45 K10), melyeket hármasával helyeztek el négy lövegtoronyban (4×3), kettőt-kettőt lépcsőzetes elrendezésben a felépítmények előtt illetve mögött a hajó középvonala mentén.
Ezen lövegek tömege 54 250 kg volt, és -4° +20° emelkedési tartományban (szögtartományban) lehetett őket mozgatni. A 300 tonnás lövegtornyok vízszintes irányzási szöge 280° volt, azaz mindkét irányban 140°-ra lehetett elforgatni a középvonaltól 3°/sec forgatási sebességgel. A lövedékek tömege 450 kg volt, és 800 m/s torkolati sebességgel lőhették ki őket percenként kétszer. A 912 darabos lőszerjavadalmazás (azaz az induláskor betárolt, rendelkezésre álló lőszermennyiség) mellett minden csőre 76 lövedék jutott.
A 30,5 cm-es gránátok 50 m-ről képesek voltak átütni az 1065 mm-es Krupp cementált páncélzatot, 6000 m-ről pedig a 470  mm vastagot. A lövegek maximális lőtávolsága 20 000 m volt.

#### Másodlagos tüzérség
A másodlagos tüzérségének fő erejét alkotó, 12 darab 15 cm-es Škoda ágyút (Škoda 30.5 cm L/45 K10) kazamatákban helyezték el a hajó két oldalán, sorban középen. A lövegcsövek tömege 6085 kg volt, és -6° +15° emelkedési tartományban, illetve 120° vízszintes irányzási szögben lehetett velük célozni. A lövedékeik tömege 45,5 kg volt, és ezeket 880 m/s torkolati sebességgel lőtték ki. Tűzgyorsaságuk 6 lövés/min volt, és minden csőre 180 darab lövedék jutott. A lövedékek 100 m-ről 195 mm, 1000 m-ről 145 mm-es cementált páncéllemezt tudtak átütni. Legnagyobb lőtávolságuk 15 000 m volt.
12 darab 7 cm-es ágyút (Škoda 7 cm K10) helyeztek el középforgópontos, védőpajzs nélküli állványokon a felső fedélzet kazamaták feletti részén. A lövegek tömege az állvánnyal együtt 2300 kg, és -6,5° +20° emelkedési szögben lehetett őket mozgatni. A lövedékek tömege 8,5 kg és 850 m/s torkolati sebességgel lőhették ki őket 20 lövés/min maximális tűzgyorsasággal. A készletekből a 18 löveg mindegyikére 400 darab lövedék jutott.
Légvédelmi tüzérségét 3-4 darab 7 cm-es űrméretű, 50 kaliberhosszúságú középforgópontos állványon elhelyezett légvédelmi ágyú alkotta. Ezek tömege állvánnyal 2030 kg volt, és -5° +90° emelkedési szögben lehetett őket mozgatni. A lövedékeik 4,5 kg tömegűek voltak és 830 m/s torkolati sebességgel lőtték ki őket maximálisan 20 lövés/perc tűzgyorsasággal. Minden löveget 200 lövedékkel láttak el.
A csatahajó rendelkezett még négy víz alatti 53,3 cm-es torpedóvető csővel is, melyek közül egyet-egyet építettek be a hajó orrába, tatjába és a két oldalába. Lőszerkészletük 14 torpedó volt.
A tűzvezetés Barr&Stroud optikai távmérőket használt, ezekből 1-1 darab 3658 mm bázistávolságút a parancsnoki tornyokban helyeztek el. A 6 darab 2743 mm bázistávolságú közül kettő az ütegparancsnoki állásokba, négy a lövegtornyokba került. Az éjszakai célzást 11 darab 110 cm-es fényszóró volt hivatott segíteni.

### Páncélzat
A kor nagy hadihajóihoz hasonlóan a Szent István páncélzatát is Krupp-féle cementált páncéllemezek alkották, melyeket a Witkowitz vállalat gyártott le. A Tegetthoff-osztályú csatahajók vízvonal mentén húzódó övpáncélzata 280 mm vastag volt az „A” és a „D” lövegtornyok barbettáinak középpontja között, ezeken túl már csak 150 mm-es volt, de a tatot és az orrot nem fedte teljesen. A hajóorr irányába még egy kis darabon 110-130 mm vastag volt a páncélzat. A páncélöv felső részének maximális vastagsága 180 mm volt, de az elülső barbettától 110 mm-esre csökkent a hajó orráig.
A kazamaták páncélzata 180 mm vastag volt. A fő lövegtornyok oldalait, a barbettákat és az elülső parancsnoki tornyot 280 mm vastag, a lövegtornyok és a parancsnoki torony tetejét 60-150 mm vastag lemezek borították. A fedélzet kétrétegű páncélvastagsága 30-48 mm között mozgott.
A víz alatti védelem rendszerének első vonalát képező külső héj a páncélöv alsó peremétől lefelé (2 méterrel a víz alatt) indulva 10 mm vastag volt. A 9 mm vastag belső héj a külső héj és a torpedóválaszfal kétrétegű (25+25 mm) lemezei közt félúton húzódott. A keskenyebb részeken a külső és a belső héj, valamint a belső héj és a torpedóválaszfal közötti távolság is egyaránt 0,85 métert tett ki, így a torpedóvédelmi rekeszek szélessége itt mindössze 1,7 méter volt, de a legszélesebb részeken sem volt nagyobb 2,5 méternél - szemben a németek által tanácsolt minimálisan 4 méterrel. Habár maga a torpedóválaszfal 50 mm-es vastagsága kimondottan erősnek számított, a külső héjtól való kis távolsága miatt mégsem tudott ellenállni egy torpedó- vagy aknatalálat esetén bekövetkező robbanásnak. A torpedóválaszfaltól 1 méterre húzódott a szénraktárak 9 mm-es válaszfala. A torpedóvédelmet gyengítette, hogy a páncélfedélzet szélét az övpáncél felső peremével összekötő, kétrétegű (30+18 mm) döntött páncélzatnál az alsó egy méteren elhagyták a 30 mm-es lemezeket. (A hajó torpedóvédelmét szemléltető főbordametszet megtekinthető itt Archiválva 2018. július 9-i dátummal a Wayback Machine-ben.)

## Építése

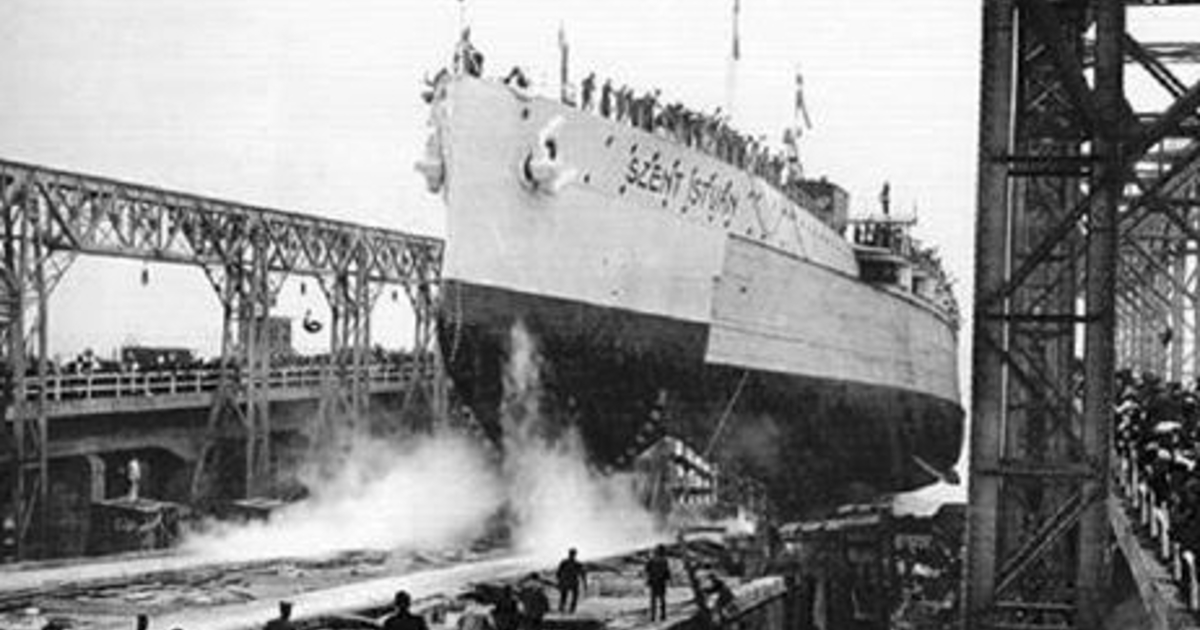
A Szent István vízrebocsátása

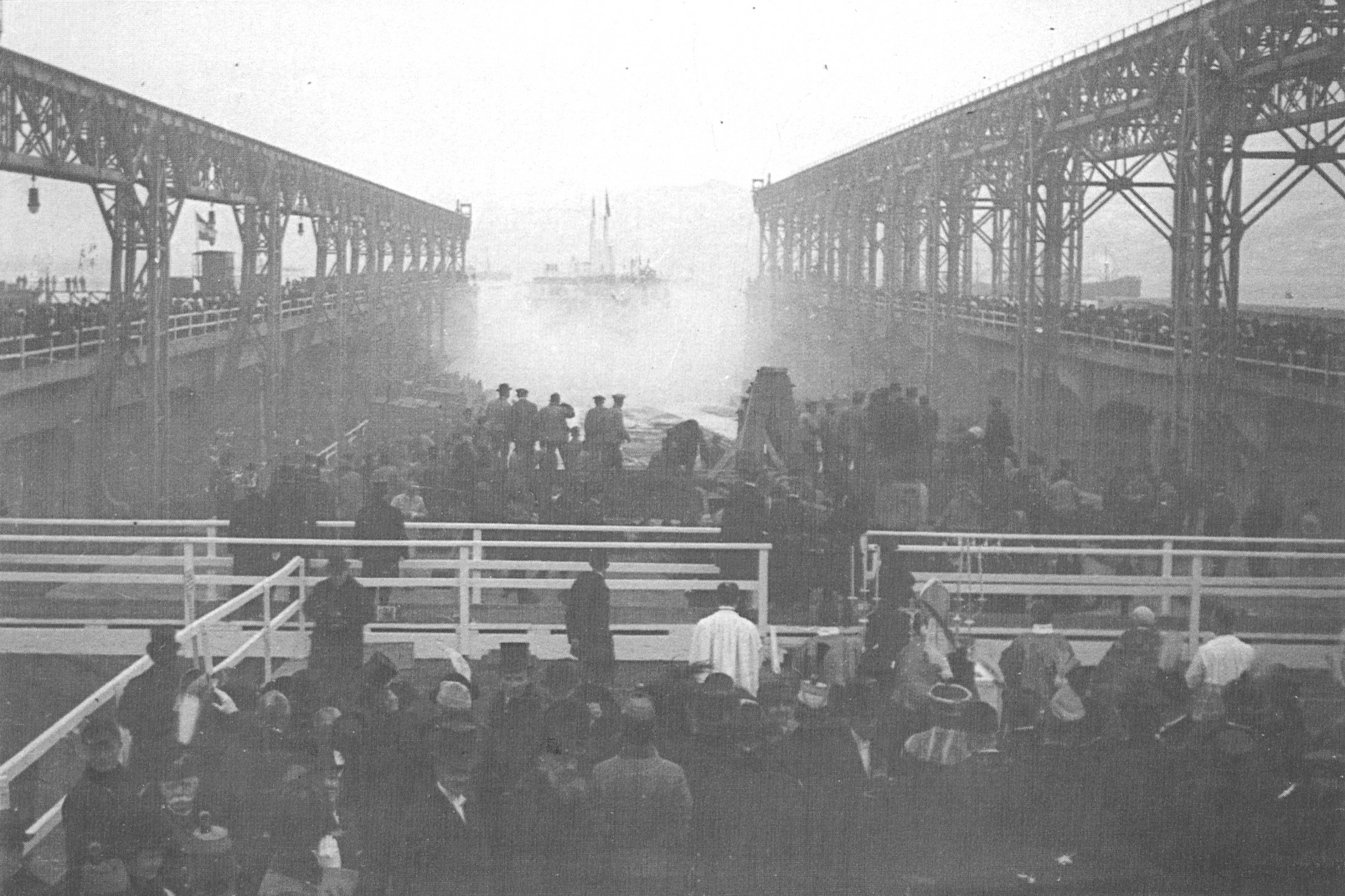
A sólyát elhagyó hajótest vízpermetbe burkolózik

A Schlachtschiff VII jelű egység megépítésére 1911. április 20-án kötötték meg a szerződést, és elkészítésének határidejét 1914. július 10-ben rögzítették. A csatahajó gerincét 1912. január 29-én fektették le a Ganz-Danubius hajógyár fiumei telephelyén. A magyar hajógyár kompromisszumos megállapodás keretében kaphatta meg a megrendelést az építésre, mivel a magyar kormány ehhez a feltételhez kötötte az 1910–11-es haditengerészeti költségvetés elfogadását. Ez a magyar kormányzattól nagy anyagi ráfordítást is megkövetelt, mivel a fiumei hajógyár eddig kisebb kereskedelmi hajók mellett csak torpedónaszádokat illetve rombolókat épített. Az új megrendelés miatt jelentős gyárbővítést kellett eszközölni a város Bergudi nevű részében.
A gerincfektetéskor a gyártelep bővítése még folyamatban volt, és bár a Prinz Eugen építésének is nagyjából ekkor álltak neki, az csaknem kétszer olyan gyorsan épült, mint a Szent István. Ennek okai a nehéz helyszíni körülmények és az ilyen nagy hajó építésében gyakorlatlan munkások mellett a késedelmes beszállítások voltak.
Az épülő csatahajó névadójaként több történelmi személyiség is felmerült. Eredetileg Hunyadi János után nevezték volna el, Ferenc Ferdinánd trónörökös az Ernst Gideon von Laudon tábornok utáni elnevezést javasolta (Laudon hajónévvel), de felmerült Don Juan de Austria (Don Juan), Erzsébet királyné és Mátyás király (Corvin Mátyás) is mint névadó. Ferenc József 1913. júniusi utasításával a haditengerészet által javasolt Szent István név mellett döntött. Az uralkodó vagy a trónörökös rendszerint részt vett a nagyobb hadihajók vízre bocsátásánál, de Ferenc József legyengült állapota miatt nem jelent meg, Ferenc Ferdinánd főherceg pedig nem kívánt részt venni az eseményen a magyarok iránt táplált ellenszenve miatt. Az uralkodócsaládot végül Mária Terézia főhercegnő képviselte, aki a keresztanyai tisztet látta el. Az ünnepségre a flotta két hajóraját rendelték ki, köztük a már elkészült testvérhajóit, a SMS Tegetthoffot és a flotta zászlóshajójaként szolgáló SMS Viribus Unitist. Egy kompromisszumos megállapodás értelmében a fellobogózásnál a haditengerészet piros-fehér-piros lobogói mellett piros-fehér-zöldek is szerepeltek. Magyar részről a vendégek között volt Burián István, a király személye körüli miniszter és Tisza István miniszterelnök is. A korabeli tudósítás szerint délelőtt 11:00 órakor Anton Haus tengernagy, a flotta főparancsnoka a hercegnőt a keresztelésre felkérve a következő beszédet mondta:
Császári és király fenség! Eddigi legerősebb csatahajó hadosztályunk negyedik egységét készülünk ma elemére bocsátani. Ilyenképpen ez a vizrebocsátás nagyfontosságú és jelentős esemény a császári és királyi hadiflotta fokozatos kiépítésében. Az új hajó Ő Felségének, legkegyelmesebb császárunknak és királyunknak legfelsőbb parancsára elévülhetetlen nevét fogja viselni Magyarország első keresztény királyának, annak a szent férfiúnak a nagy uralkodónak, a kinek minden keresztény dicsőítéssel adózott. Császári és királyi fensége kegyeskedett az ünnep fényét a keresztanyai tisztség vállalásával emelni és ezért császári és királyi fenségednek a haditengerészet leghódolatteljesebb köszönetét teszem lábai elé. És most kérem császári és királyi fenségedet, kegyeskedjék a keresztelést elvégezni.
Mária Terézia hercegkisasszony erre a következőképpen felelt és cselekedett:
Ő császári és apostoli király felsége legkegyelmesebb felhatalmasodott, hogy az új hajó vizrebocsátásánál a keresztanyai tisztséget elvállalhassam. Büszkeséggel és őszinte örömmel teszek eleget.- Ő fensége erre megnyomta a keresztelés fölirású gombot e szavak kiséretében: Legfelsőbb parancsra elkeresztellek Szent István névre. – Majd megnyomta a vizrebocsátás fölirású gombot e szavakkal: Menj elemedre és a mindenható oltalmazzon minden utadon.
Vízre bocsátáskor a jobb oldali horgonyt le kellett engedni, hogy elkerülhessék az eseményre érkező vendégeket szállító gőzhajóval való ütközést, de a horgonylánc szemeit nem illesztették megfelelően, és a horgonnyal együtt egy része a vízbe esett. A csonkon maradt rész a levegőben himbálózva megsebesített két munkást. A balesetben egyikük olyan súlyos sérüléseket szenvedett, hogy hamarosan a kórházban elhunyt, a másiknak amputálni kellett a bal lábszárát. A gőzössel való ütközést a kormánylapátok erőteljes elfordításával sikerült elkerülni, viszont így a hajótest kevés híján a Tegetthoffal ütközött össze.
Az ezt követő ünnepségen olvasták fel Ferenc József gratuláló táviratát. Ebben az uralkodó a magyar ipar teljesítőképességét dicsérte, amit a magyarok „Éljen!” kiáltásokkal üdvözöltek. A főhercegnő keresztelő beszédéből a magyar ipar méltatására vonatkozó passzust a készülő hajón folyó munkák minőségével szemben szkeptikus Ferenc Ferdinánd előzetesen kihúzatta, így a táviratot a trónörökös nyers visszautasításának kellő ellensúlyozásaként értékelték Fiuméban.
Februárban egy jelentősebb változtatást eszközöltek a terveken: a kémények magasságát 1,5 méterrel növelték, és az elülső kémény köré egy platformot építettek, mely a parancsnoki hídtól a hátsó kéményig ért, és erre helyezték el a fényszórókat. Ez a kialakítás 54,4 tonnás többletsúlyt eredményezett és 8 mm-rel feljebb helyezte a hajó súlypontját, kis mértékben tovább rontva az átlagosnál némileg amúgy is gyengébb stabilitását. A felszerelése a vízre bocsátás után is lassan haladt, a háború kitörése ezt a tempót is tovább lassította. Az ekkor 71,4%-ban elkészült hajót az összes többi félkész egységgel együtt Pólába vontatták. A Danubius hosszas tárgyalások után itt a helyi infrastruktúrát igénybe véve a saját munkásaival folytathatta a munkát.
Mivel a munkások tartottak attól, hogy a visszaeső haditengerészeti megrendelések miatt nem lesz munkájuk, és behívhatják őket katonának, nem állt érdekükben a csatahajó gyors befejezése. Emiatt az építés még lassabban haladt. A gépek állópróbáját 1915. augusztus 14-én sikeresen teljesítették. A haditengerészetnek 1915. november 17-én adták át, és november 20-21-én végrehajtotta próbajáratait a Fasana-csatornában. A gépei 26 400 lóerő teljesítmény leadására voltak képesek, de az elért végsebességről nem maradtak fent iratok. Azt a becslések alapján 20,4 csomóra teszik. A nagyobb instabilitása miatt teljes sebességnél 35°-ra kitérített kormánylapátoknál 19,75°-ra megdőlt, és a 15 cm-es ágyúk kazamatáiba víz került. Emiatt a kormány kitérítését még a testvérhajóinál alkalmazott 20°-os értéknél is jobban, 15°-ra kellett korlátozni. Az instabilitáshoz kisebb mértékben a magasabb súlypont, nagyobb mértékben a módosított hajótat, illetve a két hajócsavar nagyméretű tengelynadrágján keletkező áramlások járultak hozzá.

## Szolgálata

### 1915–1918

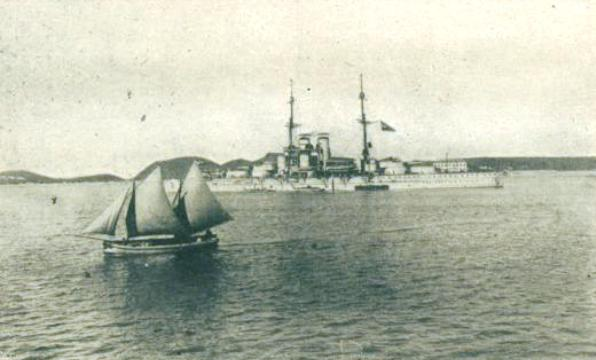
A Szent István valamikor 1915-18 között

Edmund Grassberger sorhajókapitány, a csatahajó kijelölt parancsnoka a hajót „fenntartásokkal” (unter Vorbehalt) vette át a számos tapasztalt probléma miatt. A lövegeit már az átvételt követő két nap során belőtték. A próbajáratok után a dokkba rendelt hajó vízvonal alatti részein nagy mértékű deformációkat találtak, ami a nem megfelelő minőségű anyagok beépítésére volt visszavezethető. Az építés késedelmei miatt a haditengerészet 312 500 korona kötbér megfizetését követelte a Danubiustól, amit a cég kérésére a háború utánra halasztották, és a tartozást végül sohasem egyenlítették ki. Aktív szolgálatba 1915. december 13-án állították.
A Szent István szolgálati idejének nagy részét a pólai támaszponton töltötte, és csak ritkán hagyta el a közeli Fasana-szorosban végrehajtott tüzérségi gyakorlatok idejére. 937 napos szolgálati idejéből mindössze 54 napot (5,7%) töltött a támaszponton kívül, és csak egyszer tett egy kétnapos utat a 45 percnyire lévő Pago szigetig. Szárazdokkba egyszer sem került, hogy az alját megtisztítsák. 1916. december 15-én látogatást tett a fedélzetén az új uralkodó, IV. Károly, majd 1917. december 12-én a Pólában állomásozó német tengeralattjáró-flottillát meglátogató Vilmos császár is felkereste. Az olaszok nyolcvan légitámadást intéztek Póla ellen 1915 és 1917 között, ami jelentős feladat elé állította a hajó légvédelmi tüzérségét. 1918-ban a Szent István egyszer vett részt egy egynapos lőgyakorlaton a Viribus Unitisszel a Rovinjtől délre lévő apró St. Giovanni in Pelago szigetnél.

### Korfu-hadművelet

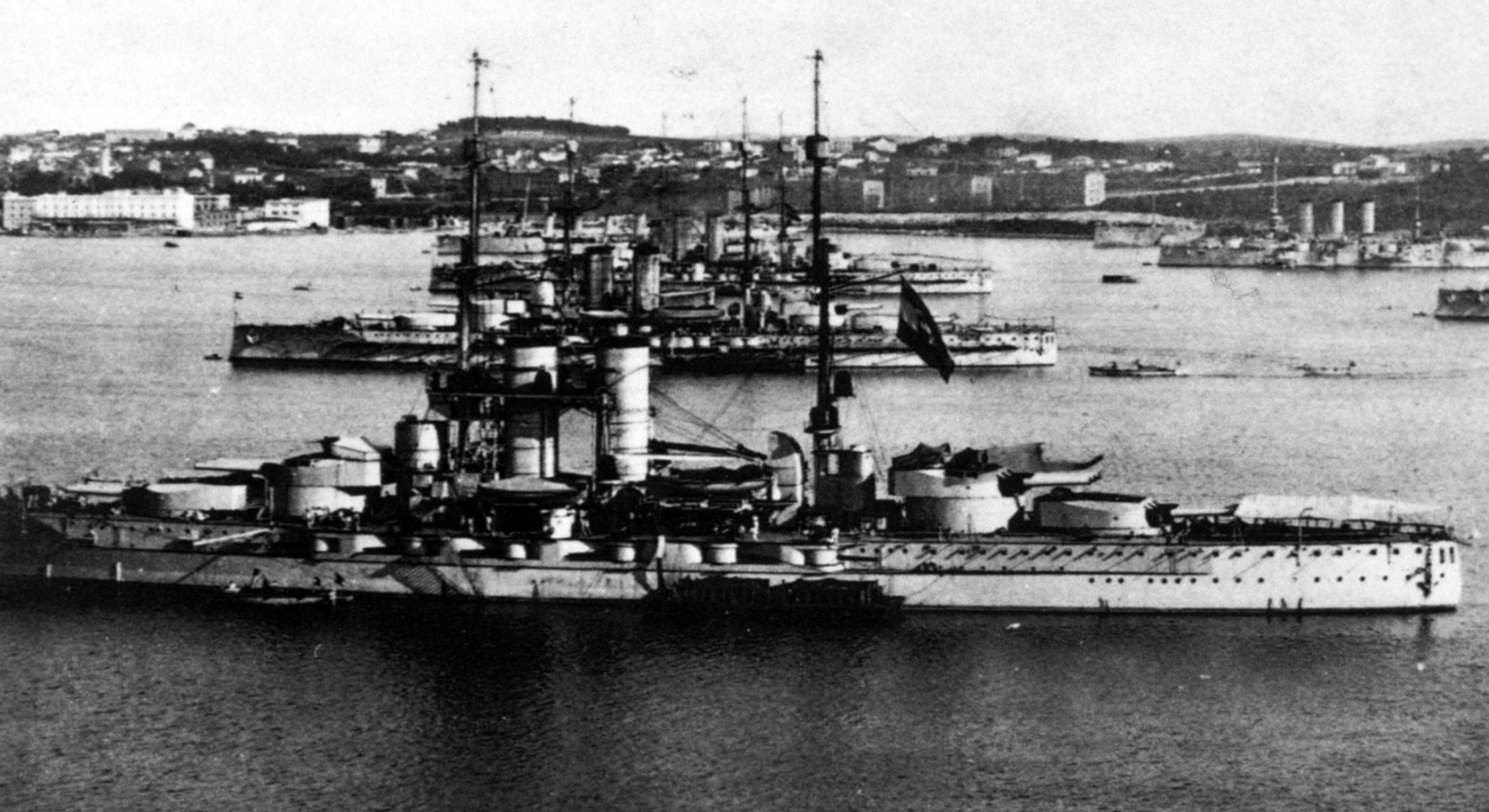
A flotta csatahajói Pólában a Szent Istvánnal az előtérben

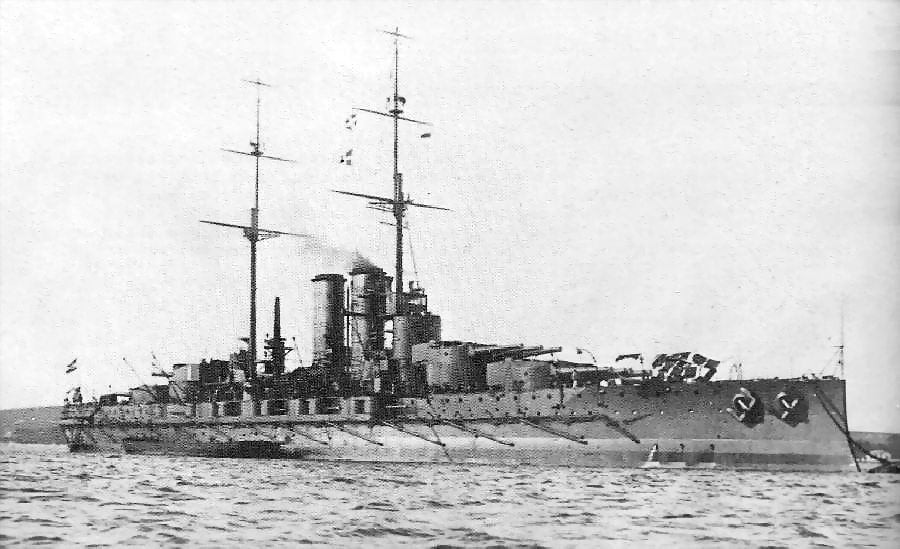
SMS Tegetthoff

#### A tervek
1918-ban az antant tovább erősítette az otrantói tengerzárat, megnehezítve a német és osztrák–magyar tengeralattjárók számára a Földközi-tengerre való kijutást. A k. u. k. flotta év elején kinevezett új parancsnoka, Horthy Miklós ellentengernagy nagyszabású támadást tervezett annak felszámolására. Mivel várható volt, hogy az antant páncélos cirkálókat is ki fog küldeni a támadást végrehajtó gyorscirkálók és rombolók ellen, a négy Tegetthoff-osztályú csatahajót is be kívánta vetni. Ezeknek a visszavonuló könnyű erőket kellett védelmezniük, és az őket üldöző ellenséget megsemmisíteniük. A flotta nagy csatahajóinak a felvonultatásával a flottaparancsnok igyekezett helyreállítani a legénységük morálját is, melyet erősen megviseltek a háborús nélkülözések és a tétlenség. A csatahajókat előzőleg a Dubrovniktól északra lévő Slano kikötőjében tervezték összevonni, és június 11-én innen indultak volna a támadó hadművelet biztosítására.
Magát a tengerzárt két rohamcsoport (a. és b.) cirkálói és rombolói támadták volna meg, míg a visszavonulásukat hét hátvédcsoport (a.–g.) fedezte volna. A terv végrehajtására az 1918. június 8–11. közötti holdvilág nélküli időszakot jelölték ki. A Szent István a kíséretére kijelölt öt torpedónaszáddal alkotta volna a g. jelű hátvédcsoportot.

#### Felvonulás
Június 8-án éjjel Horthy zászlóshajójával, a Viribus Unitisszel és a Prinz Eugennel elhagyta Pólát. Június 9-én este 21:00-kor a Szent István – a kötelék zászlóshajója – és a Tegetthoff is kihajózott egy romboló (Velebit) és hat torpedónaszád (balról T 79, T 84, T 78; jobbról T 77, T 76, T 81) kíséretében. A kötelék kifutását 45 perccel késleltette, hogy a zászlóshajóról nem kérték időben a kikötőt oltalmazó védőhálók megnyitását. A kikötőt elhagyva Seitz sorhajókapitány hajói a Zárától délre lévő Grosso-sziget délkeleti részén Porto Tajernél lévő öböl felé vették az irányt, hogy itt nap közben elrejtőzve következő éjjel folytathassák az útjukat Slano felé. A rossz minőségű szén miatt a hajók kéményfüstje erős volt, és a Tegetthoffnál a kéményekből felszálló szikrákat is megfigyeltek. Az erőteljes füstképződéshez hozzájárult az is, hogy a fűtők nem rendelkeztek elég tapasztalattal, és a géptermekben dolgozók közül sokan ekkor dolgoztak először ilyen nagy hadihajókon.
Az út nagy részét 17,5 csomós sebességgel tervezték megtenni, hogy még napkelte előtt ismét kiköthessenek, de 00:20-kor a Szent István turbináinak csapágyai áttüzesedtek, és emiatt 12 csomóra kellett csökkenteni a sebességet. Fél óra múlva már kellőképpen lehűltek ahhoz, hogy a sebességet ismét növelhessék. Fél négyhez közeledve a sebességük 14 csomó volt.

#### A MAS-ok támadása
Június 10-én éjjel két torpedókkal felszerelt olasz motorcsónak, a MAS 15 és a MAS 21 tett eseménytelen aknák utáni kutatást a dalmát partok közelében. A hajnal beállta előtt el kellett hagyniuk az ellenséges vizeket, és az őket üzemanyagspórolási céllal kivontató torpedónaszádokkal kellett találkozniuk. A bevetési területet a Premudától északra lévő két kis sziget, Gruiza és Lutostrack között elhajózva délnyugati irányban hagyták el épp, mikor 03:15-kor északi irányban (jobbra hátul) a partok előtt nagy mennyiségű kéményfüstöt észleltek. A MAS 15 és egyben a kötelék parancsnoka az a Luigi Rizzo korvettkapitány (Capitano di corvetta) volt, aki hat hónappal korábban már elsüllyesztette a Wien partvédő páncélost Triesztben, míg a MAS 21 parancsnoka Giuseppe Aonzo tartalékos zászlós (Guardamarina) volt.
Rizzo kizárta annak lehetőségét, hogy saját egységekről lenne szó, és úgy vélte, hogy az elfogására küldtek ki Lussinból hajókat. Mivel a fényviszonyok számára kedvezőek voltak, a támadás mellett döntött. A motorcsónakokkal a közeledő hajók irányába fordultak, azoktól nyugatra helyezkedve, és 9 csomóra mérsékelték a sebességüket, hogy az orrhullámaik ne árulják el őket. Az alacsony csónakok a vízfelszín felett képződött páraréteg rejtekében a kísérőhajók közé való sikeres beékelődéshez 12 csomóra gyorsítottak fel. Rizzo az észlelt két nagy hadihajó közül az elöl haladót vette célba 1,5 méteres mélységre beállított torpedókkal, és jelentése szerint mindkettőt kb. 300 méter távolságból 03:25-kor lőtte ki. A T 76-ról észlelték a támadókat nagyjából a torpedók kilövésének időpontjában – állításuk szerint mikor az tőlük 45°-ra, azaz még az a kötelék alakzatán kívül tartózkodott, a csatahajó árbockosarában lévő megfigyelő pedig észlelte a torpedókat, mikor azok 100-200 méterre voltak a hajótól, de a gyorsan megkezdett kitérő manőverrel sem lehetett már elkerülni őket. A Szent Istvánt mind a két lövedék eltalálta, az előrébb becsapódó, fehér, a hátrébb becsapódó feketés vízoszlopot emelt a hajó jobb oldalának középső részén.
Aonzo MAS 21-ese a Szent Istvánt 800 méteres távolságból követő Tegetthoff felé vette az irányt, és röviddel Rizzo sikeres támadása után 450-500 méter távolságra megközelítve azt lőtte ki a torpedóit. A Tegetthoff a zászlóshajót ért támadást észlelve cikk-cakk irányban kezdett haladni, és először balra tért ki, teljes jobb oldalát mutatva a támadónak. Aonzo jelentésében azt írta, hogy a jobb oldali torpedó célba talált a kémények magasságában, míg a bal oldali torpedó nehezen oldódott el, és emiatt elvétette a célt. Előbbi állítása nem bizonyult valósnak.
A gyors támadás után mindkét motorcsónaknak sikerült elmenekülnie Ancona irányba. A MAS 15 mélységi bombákat dobott le maga után, elijesztve ezzel az őt üldöző és tűz alá vevő T 76 jelű torpedónaszádot. A Tegetthoffon – melyről nem észlelték a támadót – azt feltételezték, hogy a torpedókat tengeralattjárókról lőtték ki, és újabb támadástól tartva elhagyták a formációt. Közben többször tüzet nyitott tengeralattjárók periszkópjának vélt tárgyakra, és csak 04:45-re tért vissza bajba jutott testvérhajójához.

#### ASzent Istvánelsüllyedése

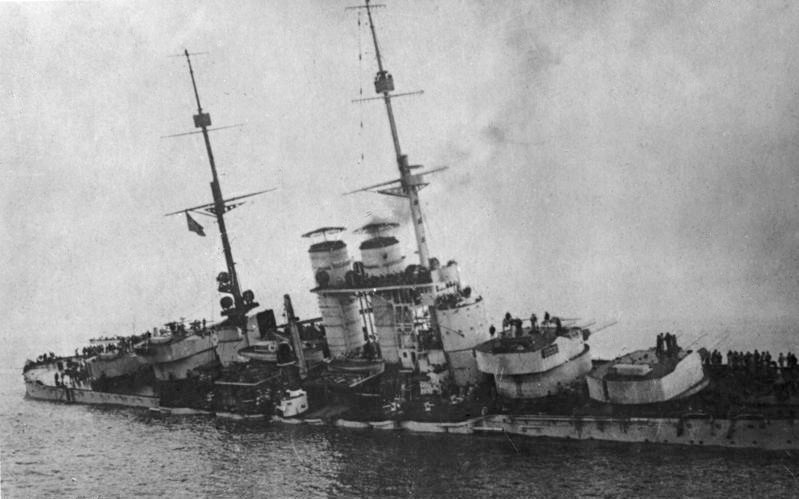
A torpedótámadás után, már erősen megdőlve, balra forgatott lövegtornyokkal

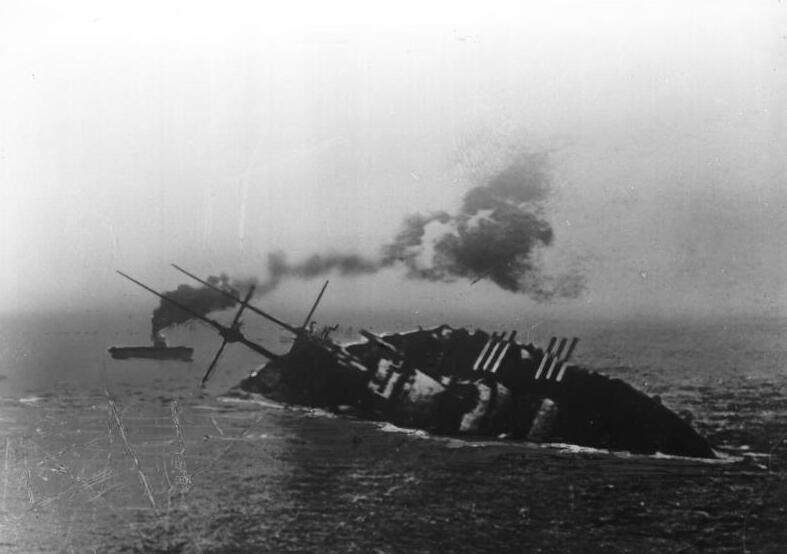
Pillanatokkal az átfordulás előtt

A Szent István a jelentések szerint Gruizától 9 tengeri mérföldre (16-17 km) volt, mikor a két 45 cm-es torpedó gyors egymás után az övpáncél alsó peremének határán eltalálta. Az első pont a hátulsó kazánház elejénél, a két kazánterem közötti keresztirányú válaszfal közvetlen közelében érte, erősen megrongálva azt. A második kb. 19 méterrel hátrébb, a gépház elülső részénél csapódott be. (A torpedótalálatokat szemléltető ábrát lásd itt.) A hajót szerkezeti károk érték a robbanások nagyobb térségében is, ami további szivárgásokat eredményezett. A hátulsó kazántermet hamar elöntötte a víz, és ki kellett üríteni. A hajó rövid idő alatt 10°-kal megdőlt a jobb oldalára. A találatok után a parancsnoki hídról azonnal leállíttatták a gépeket, hogy a kazánok gőzét a betörő víz kiszivattyúzásához használhassák. A bal oldali rekeszek és lőszerraktárak elárasztásával a dőlést sikerült 7°-ra mérsékelni, az elülső hat kazán erőteljes felfűtésével pedig üzembe tudták helyezni a szivattyúkat. Kis idő múlva a csatahajó ismét elindulhatott, és alacsony sebességgel (4,5 csomó) a közeli Brgulje-öböl felé vette az irányt. Ekkor úgy tűnt, hogy a hadihajó még menthető.
Az elülső és hátulsó kazántermek közötti válaszfal azonban, melyet már a torpedók robbanása is megrongált, nem bírta el a rá nehezedő nagy nyomást. A szegecselések fejei egymás után pattantak el, és a réseken, fugákon át egyre több víz jutott be az elülső kazánterembe. Az itteniek kétségbeesett küzdelemben kócokkal, kátrányos rongydarabokkal igyekeztek e réseket tömíteni és gerendákkal megerősíteni a már-már átszakadó válaszfalat.
Miután azonban a folyamatos vízbetörés újabb kazánokat tett üzemképtelenné, a gépeket ismét leállították, hogy a maradék gőz energiájával a szivattyúk zavartalan működését biztosíthassák.
E másodszori megálláskor próbálkoztak a torpedók ütötte rések lékponyvákkal való elfedésével, de ez nem járt sikerrel, mert azokat nem tudták a kívántaknak megfelelően rögzíteni a hajó erős dőlése miatt és mert azok kötelei elakadtak a lengéscsillapító hosszbordán. Azt ekkor nem tudhatták, hogy a lékek elfedése a 4×4 méteres lékponyvákkal nem járhatott sikerrel, mivel azok felülete ennél nagyobb, mindkettő esetében 5×6,7 m volt. A hajótestet ért sérülésének teljes felülete mintegy 70 m² volt.
05:00 körül kialudt a világítás a kazánházban, és ezután zseblámpák gyenge fénye mellett végezték a munkálatokat. A nagy lövegtornyokat közben kézi erővel 20 perc alatt balra forgatták el, hogy a súlyos ágyúcsöveket ellensúlyként használva növeljék a hajó stabilitását, és a készenléti lőszerüket a tengerbe hajították illetve az ellátmánnyal együtt a hajó bal oldalára hordták át. A Tegetthoff kétszer is megpróbálta vontába venni a Szent Istvánt, de ezzel a próbálkozással felhagytak, miután nyilvánvalóvá vált, hogy az már menthetetlen. Fél hatkor az utolsó kettő még üzemben lévő kazán tüzét is ki kellett oltani a robbanásveszély miatt, amivel a hajó sorsa végképp megpecsételődött. Az egyre nagyobb dőlés miatt elrendelték az alsó helyiségek kiürítését (mely parancs viszont nem ért el mindenhova), majd mikor a víz már a felső fedélzetet nyaldosta (05:38-kor), parancsot adtak a hajó elhagyására.
Karl Mohl első osztályú gépészeti vezető (Maschinenbetriebsleiter 1. Klasse) 1936-ban, Bécsben tartott előadásában a csatahajó utolsó pillanatait a következőképpen mutatta be saját élményei alapján:
(…) Ekkor kezdődött a keserű vég, a Szent István haláltusája. Eddigre a hajó már 30°-nál jobban eldőlt, a felső fedélzet jobb oldala méter mélyen volt a víz alatt és a víz zúgva áramlott a redutokon és a nyílásokon be a hajótestbe. A sötétség, a teljes elzártság, a folyamatosan dolgozó szivattyúk zaja, a ventilátorok süvöltése és a kiáramló gőz sziszegése feledhetetlenül félelmetessé tették a végtelen hosszúságúnak tűnő perceket. Esedezve, siránkozva, szitkozódva fognak közre az emberek. A szócsövön próbálok kapcsolatot létesíteni a parancsnoki híddal – mindhiába. Másodpercekig mérlegelek, vívódom magammal – rettenetes a felelősségem.
A példámat követve mindenki kioldja a cipőfűzőit és előkészíti a mentőmellényét. Az eddig szükségből fennálló fegyelem pánikba csap át, a fedélzetről hangos lárma hallatszik le a poklunkba, érezzük amint kissé megbillen a hajó. Őrültség lenne a hajó megmentésének kilátástalansága miatt ebben az infernóban tovább maradnunk. Kiadom a parancsot a helyiség elhagyására. Szörnyű harc alakul ki a két keskeny vaslétráért, a gyengébbeket az erősebbek kíméletlenül visszabokszolják, az emberek a puszta életükért küzdenek – a rangbeli különbségek eltűnnek –, a halállal való a versenyfutást lihegve futják. Én, az elöljáró, nem lehetek az első, de nem akarok az utolsó – halálraítélt – lenni. Ezért az ösztöneimre hallgatva benyomulok a tömegbe – nem érzem, ahogy durván a kezemre és a fejemre taposnak és én is az embereim testrészeire taposok.
A kis platformon a válaszfal ajtaja előtt tülekedés van – végül sikerül a reteszt felnyitni – a nehéz ajtó a hajó megdőlése és a rugóerő miatt újra és újra visszacsapódik a rajta magukat átpréselni igyekvő emberekre. Négykézláb kell a hála Istennek szélesebb létrák vasfokain kúsznunk, a hajó dőlése kétségbeejtő – szintről-szintre folyik az tolakodók harca a leesettek felett. A borzongató sírból való menekülés négy, talán öt percig tart. Az emlékeimben órák voltak. Végül az elsők elérik a fedélzetet, mely már a közepéig víz alatt van. A „Hajót elhagyni!” parancsot már a menekülésünk közben adták ki és a legénység nagyobb része már a vízbe ugrott. Ösztönös megérzést követve csupasz lábaimmal felmászok a meredek fedélzeten a baloldali korlátokig; ebben a pillanatban a legnagyobb a veszély.
A hajó kezd átfordulni. Futok, csúszok, mint valami gördülő óriáshordón és a kagylókkal borított hajógerincen át a tengerbe zuhanok. A 40 fős csoportom fele életét veszítette, egy részük nem érhetett fel időben a fedélzetre, míg egy másik részüket a hajó elhagyásának helytelen módja miatt az átforduló hajó temette maga alá. A hajó parancsnokát és a törzstisztjeit a felsőbb szintekről az átfordulás vetette a tengerbe. Az amúgy nyugodt tenger a hajó felborulása miatt élénk mozgásba kezdett. A légbuborékoktól habzó víz megnehezíti az úszást, másodpercekig sodor engem és sok másokat körbe. A vízfelszínre bukkanáskor jó tíz méteres távolságra voltam a hajótól. Szerencsére a roncs még kb. 5 percig lebegett gerincével felfele, így elég idő marad a süllyedés által keltett szívóhatás elől megmenekülni.
Háton úszva még látok mintegy 20 embert a hajógerincen ide-oda kétségbeesetten futkározni. A hajó néhányszor megemelkedik és leereszkedik, vélhetőleg a hirtelen súlycsökkenés miatt vagy a kazánok felrobbanása miatt. Mint egy özönvíz előtti szörnyből, úgy spriccelnek hatalmas vízsugarak a fenékszelepekből. Az orrával előre, utolsóként a hajócsavarokat és hajólapátot mutatva, eltűnik a hajótest a mélységben. 6:10 volt ekkor. A hullámsír 85 tengerész és négy tengerésztiszt felett zárult be. A kimentésünkig még kétségbeesett küzdelmek és tragédiák játszódtak le, mivel a vízbefulladók belénk próbálnak csimpaszkodni. Végül több mint egy órás úszás után a minket kísérő Velebit talál rám és ment ki engem 7:15-kor. Kifutáskor számos csónakot leadtunk, hogy a gránátok becsapódásakor szilánkjaik ne okozhassanak veszélyt, emiatt a teljes legénységnek a kísérőhajókhoz úszva kellett kimentenie magát.
A csatahajó átfordulása 06:05-kor következett be Premudától délnyugatra 10 tengeri mérföldre, majd hét perc múlva, 06:12-kor merült a hullámok alá. A hajó elsüllyedésében nagy szerepet játszhatott, hogy a páncélfedélzetnek az övpáncélhoz csatlakozó döntött elemeinek alsó része – melynek 30+18 mm vastagságúnak kellett volna lennie, de az alsó egy méteren a 30 mm-es lemezeket nem szerelték be – a 18 mm-es lemezek erősen deformálódtak, így a hajó megdőlésekor nagy mennyiségben jutott be itt víz.
A tragédiában 89 tengerész veszett oda, közülük 41 fő volt magyar állampolgár. Az egyikük, Rövid Maxon Róbert sorhajóhadnagy visszament a hajó belsejébe, és ki akarta hozni az embereit a generátorházból, de már nem tért vissza, mint ahogy az a néhány matróz sem, akik a hajó lobogóiért tértek vissza a hajótestbe. A sebesültek száma 29 fő volt. Többen az átfordult hajó aljára kapaszkodók közül szereztek súlyosabb sérüléseket, mikor annak oldalán lecsúszva próbáltak menekülni, de az éles kagylóhéjak mély sebeket ejtettek rajtuk. Az áldozatok viszonylag csekély száma részben annak tudható be, hogy a Monarchia haditengerészetében mindenkinek meg kellett tanulnia úszni az aktív szolgálatba való belépés előtt. Csak 20 tengerész holttestét tudták eltemetni Pólában, a többiek a hajóval együtt merültek a hullámsírba. Anton Müller kadéttal, Seitz szárnysegédjével együtt vesztek el a hajó írásos dokumentumai is.
A csatahajó utolsó fél órája fennmaradt filmfelvételeken is. A Tegetthoff fedélzetéről Meusburger sorhajóhadnagy a saját készülékével, illetve egy hivatalos filmstáb készítette ezeket. A két felvételt később összevágták és a nagy gazdasági világválság idején – tévesen mint a Blücher elsüllyesztését – bemutatták az Egyesült Államokban.

## Elvesztésének következményei

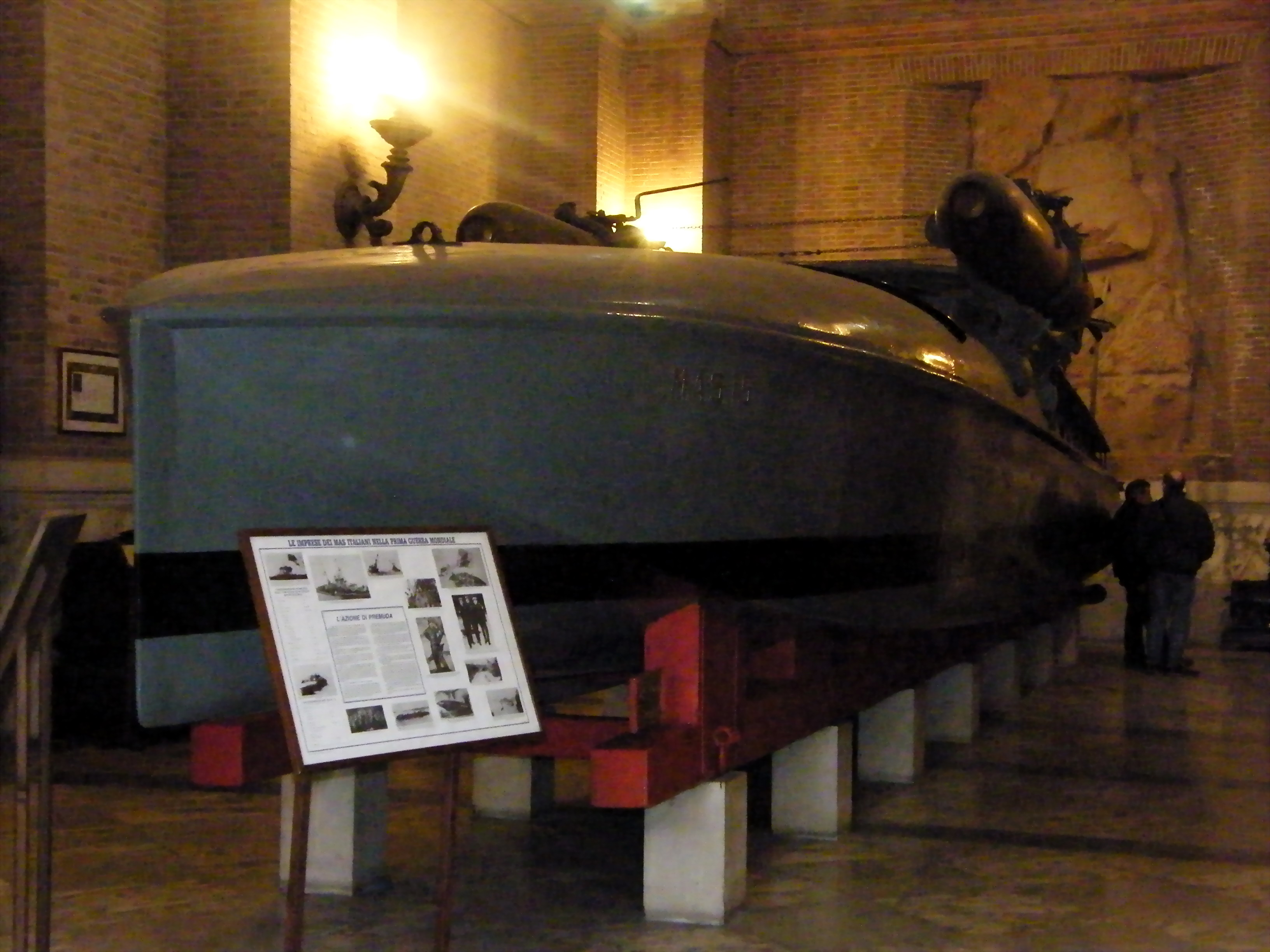
A Vittorianóban kiállított MAS 15

A Szent István elvesztésének hírére Horthy Miklós ellentengernagy lefújta a Korfu-hadműveletet, és visszarendelte a hajóit Pólába, mivel úgy vélte, hogy az olaszok előzőleg tudomást szereztek a támadásról, és meglepetés híján nincs jó esély a sikerre. Valójában az olaszok a dreadnoughtok Pólából való távozásáról először csak aznap, később szereztek tudomást, mikor a felderítő repülőgépeik ezt jelentették. E veszteség után a Monarchia nagy hajói több bevetésre már nem futottak ki a háború során.
Luigi Rizzo és Giuseppe Aonzo Katonai Arany Vitézségi Érem (Medaglia d'oro al Valor Militare) kitüntetésben részesültek a sikeres akcióért. Rizzónak ez volt a második ilyen kitüntetése, az első vitézségi érmet még a Wien elsüllyesztéséért kapta az előző évben. Emellett a Savoyai Lovagrend lovagkeresztjét (Croce di Cavaliere dell'Ordine Militare di Savoia) is megkapta, és fregattkapitánnyá léptették elő. A két MAS legénységének minden tagja megkapta a Katonai Ezüst Vitézségi Érmet (Medaglia d'argento al Valor Militare) és egy szinttel előléptették őket a ranglétrán. Olaszországban az 1866-os lissai csata megbosszulóiként tekintettek rájuk. A MAS 15-öt a Vitoriánóban állították ki. A Szent István elsüllyesztésének évfordulóját a Regia Marina minden évben megünnepelte, és az utódja, a Marina Militare a haditengerészet napjává nyilvánította 1939-ben (Festa della Marina).

## Osztrák–magyar vizsgálatok
A csatahajó elvesztéséről készült osztrák–magyar szakértői vélemény 1918. augusztus 1-re készült el, mely azonban nem állapított meg konkrét személyi felelősséget a csatahajó elvesztésével kapcsolatban. Heinrich Seitz sorhajókapitány írásbeli figyelmeztetésben részesült, amiért a vészhelyzet jelzésének általa választott módja (kürtjelzés) nem bizonyult hatékonynak. Törzsfőnöke, Charles Masjon sorhajókapitány a Pólából való kifutás késedelméért részesült dorgálásban, mivel ekkor nem ellenőrizte a megfelelő parancsok kiadását (védőhálók megnyitása). A Tegetthoff parancsnokának, Heinrich Pergler von Perglas sorhajókapitánynak a magatartását nem találták megfelelőnek, mert többször is indokolatlanul messze eltávolodott a bajba jutott zászlóshajótól, és késve létesített vele kommunikációs kapcsolatot. Ezek miatt hajóparancsnoki beosztásra alkalmatlannak ítélték. Haditörvényszéki vizsgálatot csak a torpedótalálatok után vízbe ugró tengerészek ellen indítottak.
A hajó fő konstrukciós hibáját a következő mondatban foglalták össze:
„A hosszirányú torpedó elhárító páncélozott válaszfal és a 15 cm-es lőszerkamra fala közötti elégtelen távolság súlyos hiba, mely minden valószínűség szerint hozzájárult a lék megnagyobbodásához. Javasoljuk, hogy ezt közöljék a hajó tervezőjével, Siegfried Popper tengernagy hajótervező mérnökkel.”
Az előírások szerint az övpáncélzatot hideg állapotban kellett összeilleszteni, ezt egy építőmérnököktől származó információ szerint a Szent István esetében az időmegtakarítás végett meleg állapotban végezték el, ebből fakadóan az anyag feszültség alatt állt, és emiatt egy robbanás esetén nagyon érzékeny volt. Az osztrákok ez alapján a csatahajó elvesztését az osztrák–magyar viszony egyik következményének tudták be. Karl von Puchner leírása szerint ezen híresztelések kivizsgálására a testvérhajók tömítéseit vizsgálat alá vették, és a rekeszeket erős nyomás alá helyezték. Meglepő módon egyikük sem tudott ellenállni a víz nyomásának.

## ASzent Istvánnapjainkban

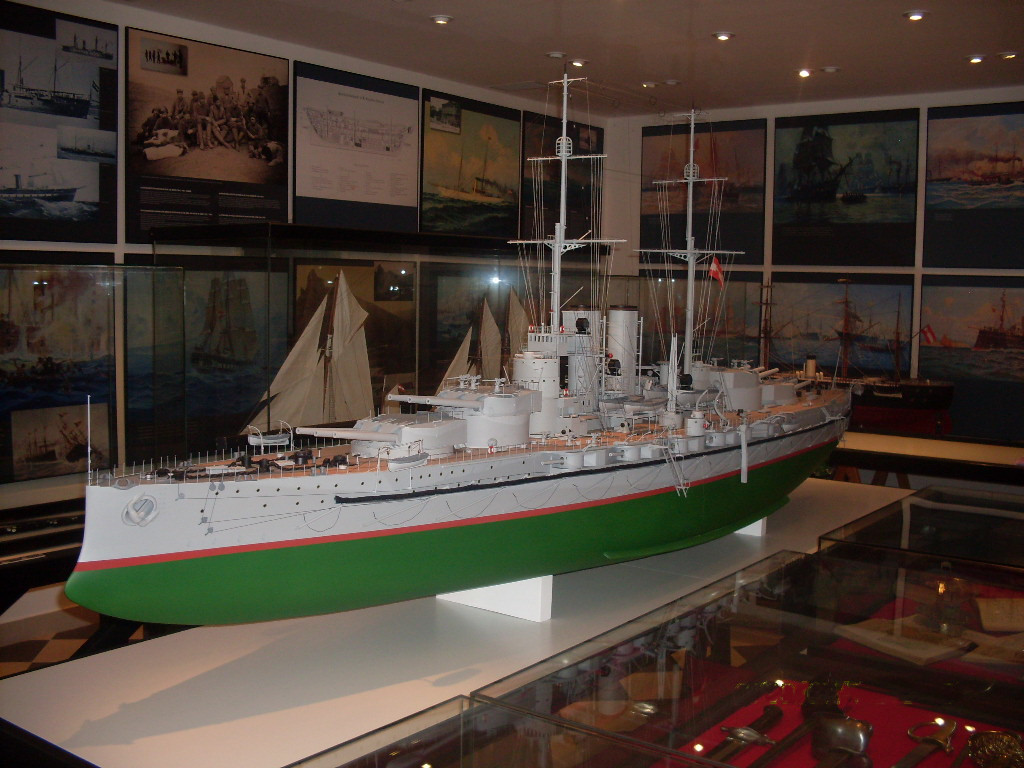
A Szent István modellje a horvátországi Novigradban

A Szent István maradványait 1974-ben lelték fel jugoszláv búvárok, majd 1979-ben ismét ők készítették el az első víz alatti felvételeket. Ezután 1990-ben olaszok, 1994-ben osztrákok is lemerültek a roncsokhoz. A magyar Szent István Búvárrégészeti Expedíció (SZIBEX) tagjai – a debreceni Czakó László vezetésével – 1994 októberében látogathatták meg először e tengeri kegyeleti emlékhelyet. 2003-ban merülést végzett a csatahajóhoz az olasz Fabio Ruberti és csapata, melynek felvételeiből készült film (La Corazzata dell’Impero) több filmfesztiválon is első helyezést ért el.
Az expedíciók révén fény derült arra, hogy a tengerfenék elérésekor a hajó megfeszülő orra közvetlenül az „A” lövegtorony előtt letört. Ekkor a tatrész még a felszínen volt. A hajótest nagyobbik része talajt éréskor a letört orr-részt röviden maga előtt tolta mielőtt csaknem teljesen átfordulva (160 fokos dőlésszögben) megállapodott. A lövegtornyok a korábbi feltételezésekkel ellentétben nem estek ki, hanem mind balra forgatott állapotban a helyükön maradtak. A két torpedó ütötte lyuk látható a hajó jobb oldalán, illetve még két kisebb lék is velük egyvonalban, előrébb és hátrébb, melyeket az alámerülés után a még levegővel teli rekeszek nagy külső nyomás hatására történő implóziója, avagy e vízzel telített középső rész behajlása – a vízfelszínen még a gerinc irányába, az átfordulást követően pedig a felépítmények irányába okozhatott. A hajó maradványait a horvát kulturális minisztérium védetté nyilvánította, és a hozzá való lemerülés búvárok számára engedélyhez kötött. A Szent István csatahajó réz névtáblája és más felszínre hozott tárgyak a pólai múzeumban láthatók.
2008. október 2-án, a 90. évforduló alkalmával magyar búvárok merültek le a honvédelmi miniszter és a vezérkari főnök jelenlétében a Szent István roncsaihoz. A civil szervezet és az MH 1. Honvéd Tűzszerész és Hadihajós ezred búváraiból álló expedíciót a kegyeleti merülés napján egy delegáció élén meglátogatta Szekeres Imre honvédelmi miniszter is, aki a horvát haditengerészet hajóján adta át a lemerülő búvároknak a HM Hadtörténeti Intézet és Múzeum által adományozott – A kötelesség előbbre való, mint az élet feliratú - fekete gránit emléktáblára erősítendő koszorút (a koszorút a pilisvörösvári Gréts József díszműkovács készítette). Az eseményen jelen volt még Havril András vezérkari főnök, Tömböl László, a HM Összhaderőnemi Parancsnokság parancsnoka, valamint Holló József, a Hadtörténeti Intézet és Múzeum főigazgatója is.
A hetven méteres mélységben nyugvó hajóhoz való lemerülés, majd a több dekompressziós megállást követelő feljövetel egy órát vett igénybe. A felszínre visszaérkező búvárok jelentése után a delegáció koszorú és virágok tengerbe dobásával hajtott fejet a hadisírnak minősülő roncsban rekedt tengerészek emléke előtt.
A civil kezdeményezésű expedíciót Zelenák József kutatóbúvár szervezte, összesen 12 magyar (9 civil és 3 katona), illetve több horvát búvár részvételével. Céljuk a megemlékezés mellett a maradványok feltárása és állapotuk megvizsgálása is volt. A hajó belsejébe az admirálisi balkon falán támadt repedésen keresztül lehet bejutni.
A csatahajó maradványainak koordinátái: é. sz. 44° 12′ 07″, k. h. 14° 27′ 05″44.201944°N 14.451389°E.

## Filmek
Az 1920-as években az olaszok készítettek egy némafilmet Gli eroi del mare nostro (A mi tengerünk hősei) címmel, melyben propagandisztikusan bemutatták a Szent István elsüllyesztését is. A 35 perces film második felében a Tegetthoffról készített felvételeket is felhasználták, melyeket kiegészítettek a már zsákmányul ejtett Tegetthoff segítségével imitált jelenetekkel. Ezekben a jelenetekben Luigi Rizzo is szerepelt saját magát alakítva.
2008-ban Maria Magdalena Koller(de) rendezésében készült egy dokumentumfilm, mely Franz Dueller (Maschinenleiter) személyére koncentrálva mutatja be a drámai történéseket. A film német verziójának címe Tod im Morgengrauen – Der Untergang der Szent István (Halál a reggeli szürkületben – A Szent István elsüllyedése) volt, az osztrák televízióban 2014-ben és az arte által 2015-ben bemutatott, kisebb módosításokon átesett verzió címe Torpedos im Morgengrauen – Das letzte Schlachtschiff des Kaisers (Torpedók a reggeli szürkületben – A császár utolsó csatahajója) lett. A német dokumentumfilm felhasználásával Fumo nero all'orizzonte - Il Mas che sfidò la corazzata Santo Stefano (Füst a horizonton – A MAS, mely szembeszállt a Szent István csatahajóval) címmel 2012-ben készült egy olasz dokumentumfilm, melyben természetesen Luigi Rizzo személye áll a középpontban.
- A csatahajóról készült archív filmfelvételek
- A Szent István építése
- Lőgyakorlaton 1915-ben
- A csatahajó elsüllyedése
- Vízrebocsátása és katasztrófája

## A hajó parancsnokai
| Név                        | Rang            | Parancsnokságának ideje                 |
| -------------------------- | --------------- | --------------------------------------- |
| Edmund Grassberger         | sorhajókapitány | 1915. október 28. – 1917. március       |
| Franz von Teichgräber      | sorhajókapitány | 1917. március 4. – 1917. szeptember 29. |
| Franz Karl Lauffer         | sorhajókapitány | 1917. október 1. – 1918. március        |
| Heinrich Seitz von Treffen | sorhajókapitány | 1918. március 11. – 1918. június 10.    |

## Fordítás
- Ez a szócikk részben vagy egészben  a   SMS Szent István című angol Wikipédia-szócikk ezen változatának fordításán alapul.  Az eredeti cikk szerkesztőit annak laptörténete sorolja fel. Ez a jelzés csupán a megfogalmazás eredetét és a szerzői jogokat jelzi, nem szolgál a cikkben szereplő információk forrásmegjelöléseként.
- Ez a szócikk részben vagy egészben  a   SMS Szent István című német Wikipédia-szócikk ezen változatának fordításán alapul.  Az eredeti cikk szerkesztőit annak laptörténete sorolja fel. Ez a jelzés csupán a megfogalmazás eredetét és a szerzői jogokat jelzi, nem szolgál a cikkben szereplő információk forrásmegjelöléseként.

## Dokumentumfilmek és egyéb filmfelvételek listája
- (1927). Gli Eroi del Mare Nostro (olasz nyelven). (Hozzáférés ideje: 2018-08-01.)
- The Sinking of the Blucher. (Hozzáférés ideje: 2018-08-01.) – A Szent István elsüllyedését a Blücher pusztulásaként bemutató filmhíradó
- (1995). Egy elfelejtett magyar csatahajó – Búvárrégészeti expedíció az Adrián. Duna Televízió. (Hozzáférés ideje: 2018-08-01.)
- (2001). Az elátkozott csatahajó. (Hozzáférés ideje: 2018-08-01.)
- (2002-2003). A Monarchia hajóroncsai, 3. rész – A Szent István történet. (Hozzáférés ideje: 2018-08-01.)
- (2005). Szent Istvan – La corazzata dell'impero (előzetes) (olasz nyelven). (Hozzáférés ideje: 2018-08-01.) (A Fabio Ruberti vezette IANTD Expeditions búvárcsoport által készített díjnyertes film előzetese)
- (2008). Tod im Morgengrauen – das letzte Schlachtschiff des Kaisers. (Hozzáférés ideje: 2018-08-01.) (Maria Magdalene Koller filmje, Ausztria)
- Tod im Morgengrauen – Der Untergang der Szent István. (Hozzáférés ideje: 2018-08-01.) (német verzió)
- Tauchfahrten: Tod im Morgengrauen – Der Untergang der Szent István. (Hozzáférés ideje: 2018-08-01.) (az előző film egy horvát búvárcsoport expedíciójával kiegészített verziója)
- (2012). Fumo nero all'orizzonte - Il Mas che sfidò la corazzata Santo Stefano (olasz nyelven). (Hozzáférés ideje: 2018-08-01.)